# جريب
الجَريب أحد المقاييس الإسلامية القديمة، كما أنه يطلق على مقدار من الأرض المزروعة (مزرعة).
في الأطوال
أحد مقاييس الأطوال القديمة، ويساوي عشر قبضات.
في بساتين البصرة ومقاطعاتها:
ذكر خورشيد باشا في كتابه (رحلة الحدود بين الدولة العثمانية وإيران) في عهد السلطان عبد المجيد أن الذراع عند أهل البصرة هو ما بين الرسغ ونهاية أصابع اليد، والستة أذرع يطلقون عليها (عصاً)، والجريب بإيالة البصرة مقياسٌ للأراضي، طوله 20 عصاً وعرضه 20 عصاً فهو 400 عصاً مربعة.
في المكاييل
هو مكيال يساوي أربعة أقفزة أي 48 ثمانية وأربعين صاعاً .
- عند الحنفية الجريب 156 كيلوغرام.
- وعند الجمهور: 97.92 كيلوغرام.